# Paroreomyza montana
L'alauahio di Maui o, più propriamente, alauahio di Maui (Paroreomyza montana (Wilson, 1890)) è un uccello passeriforme della famiglia dei Fringillidi.

## Descrizione

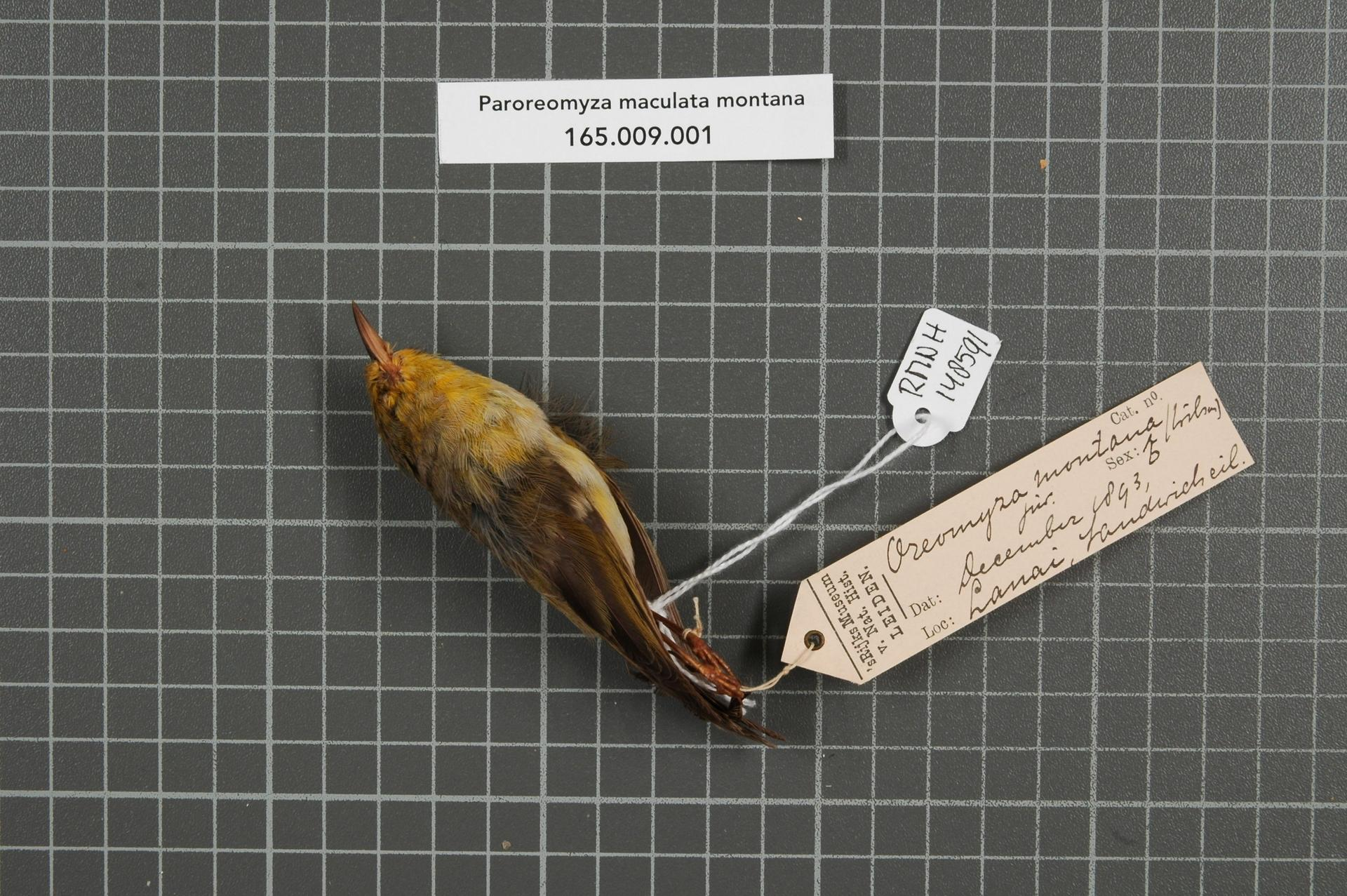
Giovane maschio impagliato.

### Dimensioni
Misura 11 cm di lunghezza, per 9-16 g di peso.

### Aspetto
Si tratta di uccellini dall'aspetto paffuto, con becco corto e sottile.

Il piumaggio mostra dicromatismo sessuale: i maschi, infatti, sono giallini su tutto il corpo, con tendenza a sfumare nel verde oliva su fianchi, dorso, ali e coda, mentre le femmine presentano estensione del giallo molto minore (specialmente sulla testa) e basso ventre di colore biancastro. In ambedue i sessi, gli occhi sono di colore bruno, mentre zampe e becco sono neri.

## Biologia
Si tratta di uccelli dalle abitudini diurne, che vivono solitamente in coppie o in piccoli gruppi di 4-6 esemplari e passano la maggior parte del loro tempo muovendosi fra gli alberi sondando corteccia ed epifite col becco alla ricerca di cibo.

### Alimentazione
Questi uccelli mostrano dieta perlopiù insettivora, che viene di tanto in tanto integrata con nettare.

### Riproduzione
Si tratta di uccelli monogami, la cui stagione riproduttiva va da marzo ad agosto: durante il periodo degli amori, le coppie difendono territori di un paio d'ettari, dal quale scacciano tenacemente conspecifici, così come uccelli di altre specie come l'‘apapane.
Il nido è una struttura a coppa, costruita intrecciando fibre vegetali, foglie e piume, all'interno del quale la femmina depone due uova, che provvede a covare mentre il maschio ed i giovani della covata precedente provvedono ad imbeccarla. I pulli, ciechi ed implumi alla nascita, vengono anch'essi nutriti da tutto il gruppo, e si involano attorno ai 2-3 mesi dalla schiusa, pur rimanendo coi genitori fino a 18-20 mesi di vita, aiutando a loro volta i genitori nei successivi eventi riproduttivi.

## Distribuzione e habitat
Come intuibile dal nome comune, l'alauahio di Maui è attualmente reperibile unicamente nell'isola di Maui, nelle Hawaii: lo si può osservare in due siti distinti sulle pendici orientali e sud-occidentali (sebbene un recente incendio lasci sospettare che questi uccelli siano spariti o perlomeno la loro presenza si sia decisamente ridimensionata in quest'ultima zona) dell'Haleakalā.
L'habitat di questi uccelli è rappresentato dalle foreste di Metrosideros polymorpha e Acacia koa al di sopra dei 900 m di quota: tuttavia, la specie è osservabile anche in ambienti meno fittamente alberati in quota, come la macchia alberata e la savana.

## Tassonomia
Se ne riconoscono due sottospecie:

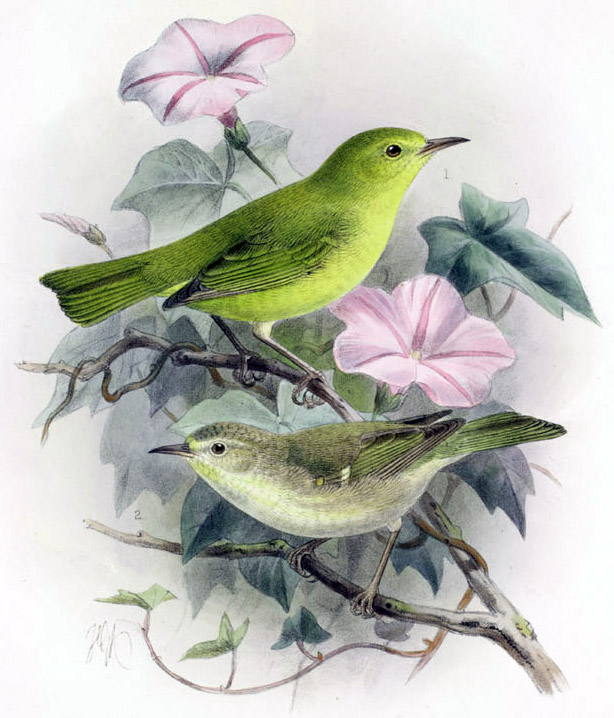
Illustrazione di coppia della sottospecie nominale.

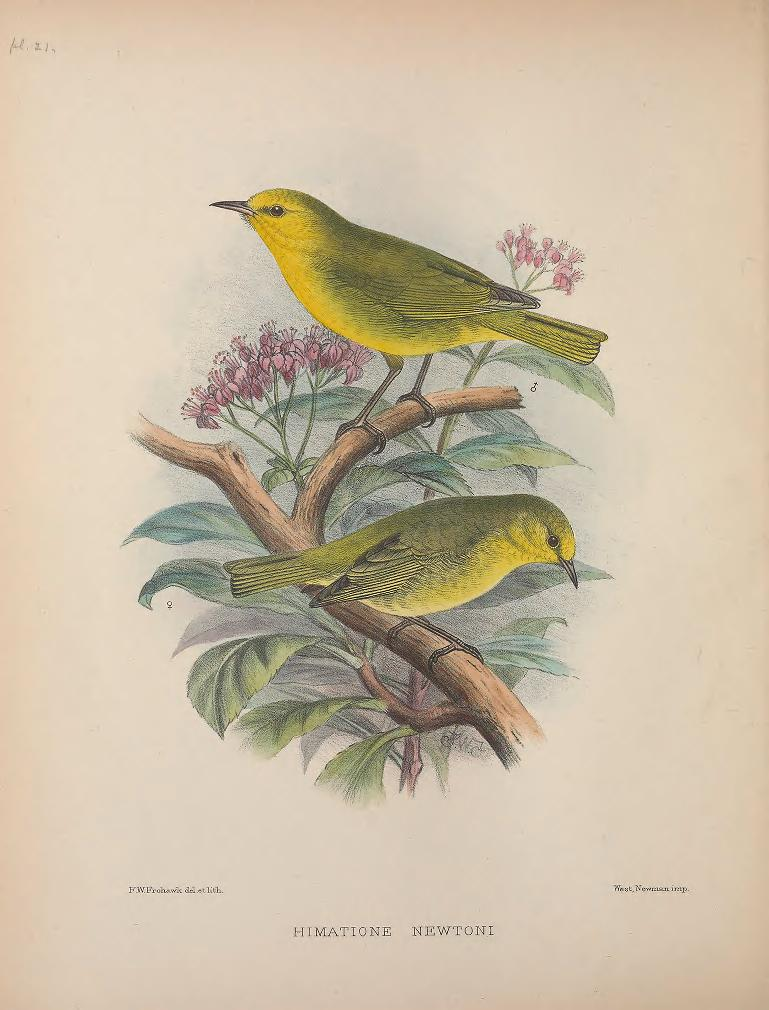
Illustrazione di coppia della sottospecie newtoni.

- Paroreomyza montana montana, la sottospecie nominale, un tempo diffusa a Lanai ed estintasi nel 1937;
- Paroreomyza montana newtoni (Rothschild, 1893), diffusa a Maui;

## Conservazione
Fino agli anni '90, il numero totale di questi uccelli veniva stimato in 35000 capi, fra cui meno di 8550 coppie nidificanti: in seguito all'incendio del parco di Polipoli (una delle due aree in cui la specie è diffusa) la stima è stata rivista al ribasso, con un massimo di 5000 coppie nidificanti.
La specie, che stando ai resti fossili era un tempo diffusa anche nelle zone pianeggianti di Maui, oltre che a Lanai (dove si è estinta nel 1937), Molokai e Kahoolawe, ha subito una drastica contrazione numerica, dovuta alla perdita e al degrado dell'habitat, all'introduzione di specie alloctone (in particolare maiali) ed al diffondersi di malattie veicolate dalle zanzare, alle quali tutti i drepanidini hawaiiani si sono rivelati sensibilissimi.
Attualmente, i bastioni in cui la specie sopravvive sono tre aree protette (Waikamoi Preserve, Hanawi Area Natural Reserve e Haleakala National Park) in cui l'eradicazione degli ungulati ha dato il via a una lenta ripresa delle originarie foreste di Metrosideros polymorpha e delle specie native ad essa associate.